# Krucifix

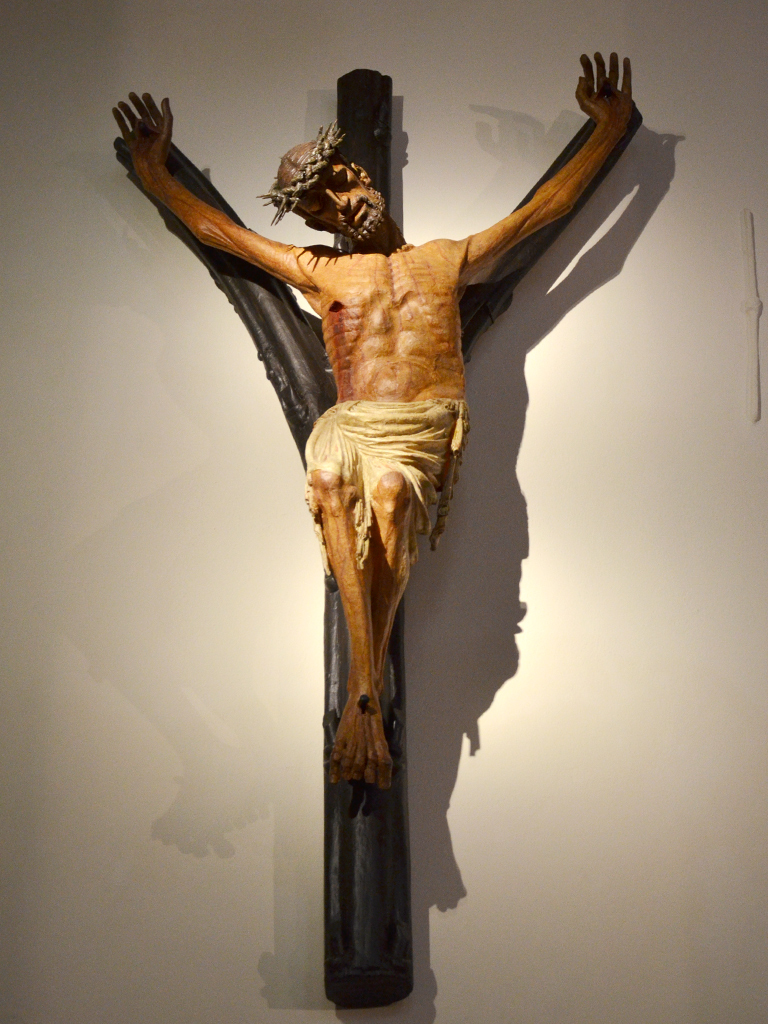
Přemyslovský krucifix, kolem 1330, kostel svatého Jakuba Jihlava

Krucifix (z lat. cruci fixus [ke] kříži připevněný/přibitý) je umělecké zpodobení ukřižovaného Krista. Zpravidla tento výraz označuje jen plasticky zpracovaný kříž s Ježíšovým tělem, kdežto zobrazení širší scény na Golgotě se nazývá Ukřižování nebo Kalvárie.

## Historie
Nejstarší krucifixy ze 6.–12. století nezobrazují Ježíšovo utrpení, ale ukazují Krista na kříži jako Boha v lidské podobě, který stojí zpříma, mívá otevřené oči a paže vodorovně rozevřené v gestu žehnání. Netrpí, nýbrž „kraluje z kříže“. K tomuto typu patří korunovaný kristus v dlouhé tunice – Volto santo z Luccy, Imervardův kříž z Brunšviku nebo tzv. Dobrý Bůh z belgického Tancrémontu, kde dlouhé roucho většinu těla skrývá. Řadí se k nim i skupina jihofrancouzských emailových křížků z Limoges, také na nich Kristus může mít na hlavě královskou korunu a úsměv ve tváři jako výraz překonané bolesti.
Souběžně s prvním typem se zhruba od konce 10. století objevuje mrtvé – tělo Kristovo v naturalistickém zavěšení za ruce na hřebech, rány na nohou nejsou výrazné, protože ke kříži bývá přibita podnožka (latinsky subpedaneum). K nejstarším příkladům patří Gerův kříž z dómu v Kolíně nad Rýnem z doby kolem roku 970. Podnožku může nést drobná postavička, která má zmírňovat Kristovo utrpení. Je znázorněna například na slonovinovém kříži španělského krále Ferdinanda I. Kastilského z poloviny 11. století.
Ve vrcholném středověku, přibližně od druhé poloviny 13. století, v souvislosti s františkánským hnutím v sochařství začíná převažovat naturalisticky zobrazené trpící nebo mrtvé tělo, zdůrazněny jsou Ježíšovy rány, zubožené tělo a bolestný výraz utrpení ve tváři. Samotný kříž se také v historii měnil. Neopracovaný kmen stromu s rozeklanými větvemi byl zaveden koncem 13. století na mystických krucifixech (například Přemyslovský kříž z Jihlavy. Jindy má kříž tvar písmene "T" (řecké "tau").
V období vrcholné a pozdní gotiky bývají na dřík i ramena krucifixu doplňovány znamení, hlavičky nebo celé postavy evangelistů (například na kříži Přemysla Otakara II.), nebo jiných světců. Jindy krev z Kristových ran odkapává na Adamovu lebku, a tak smývá první hřích lidstva. Na krucifixu může být zobrazen jako symbol Kristova sebeobětování a eucharistie pelikán v hnízdě, krmící svá mláďata vlastní krví.
Během 15.–16. století se ustálil ikonografický typ vyobrazení kalvárie, s krucifixem mezi truchlící Pannou Marií a Janem Evangelistou, v malbě také další postavy aktérů. V manýrismu a baroku se k nim často připojuje lkající Marie Magdaléna. Tím se vývoj krucifixu uzavřel.

## Význam
Krucifix je nejvýraznějším symbolem křesťanství. Význam tohoto symbolu vzrostl zvláště během středověku, kdy v západním křesťanství úcta k ukřižovanému Kristu byla zdaleka nejvýraznějším bodem křesťanské nauky, a proto lze krucifix spatřit v každém katolickém kostele.
Krucifix také zdobí mnohé římskokatolické domácnosti, zvyk věšet krucifix na zeď pochází z období po Tridentském koncilu, pravděpodobně ze 17. století.

## Vývojová řada krucifixů

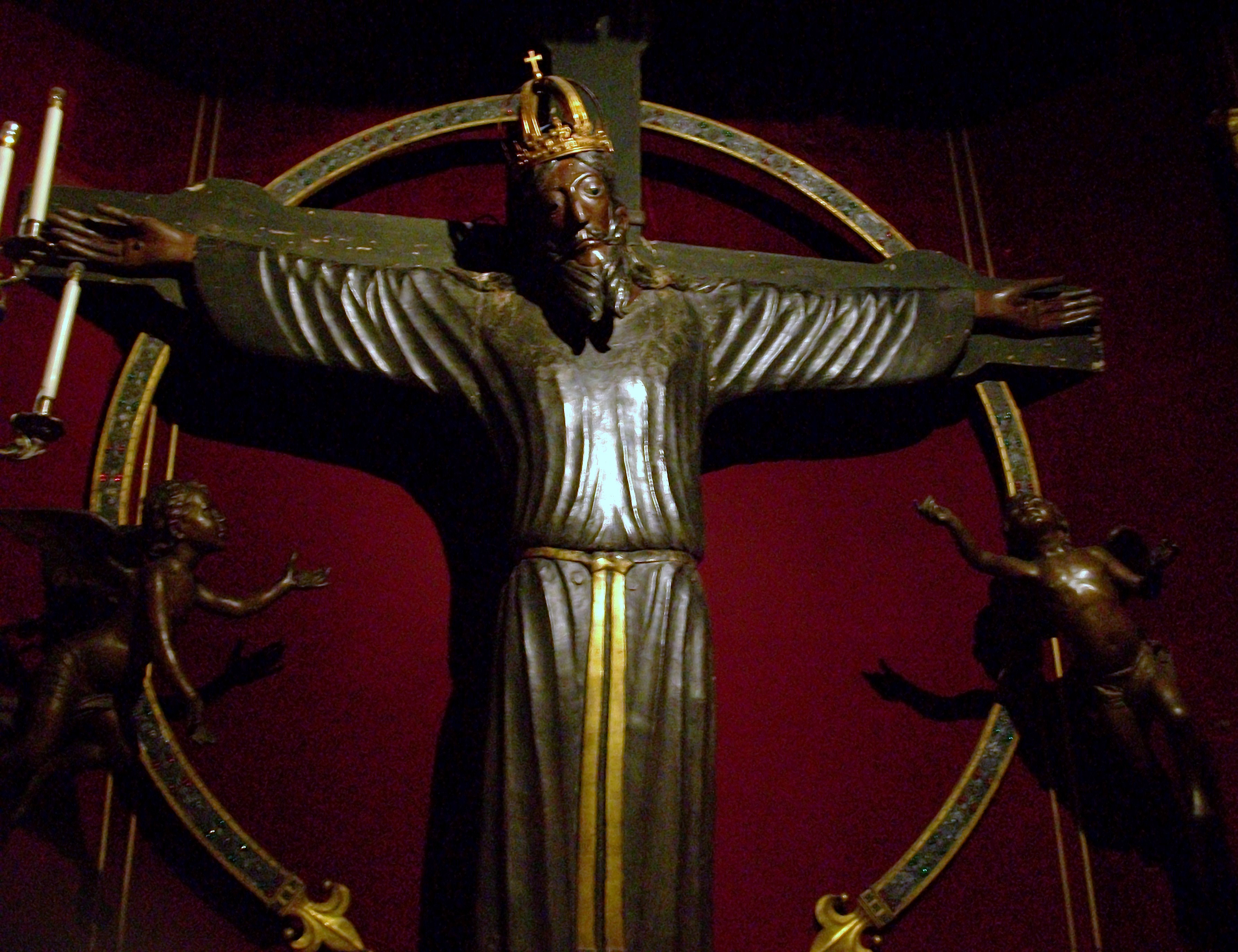
Volto Santo, Lucca
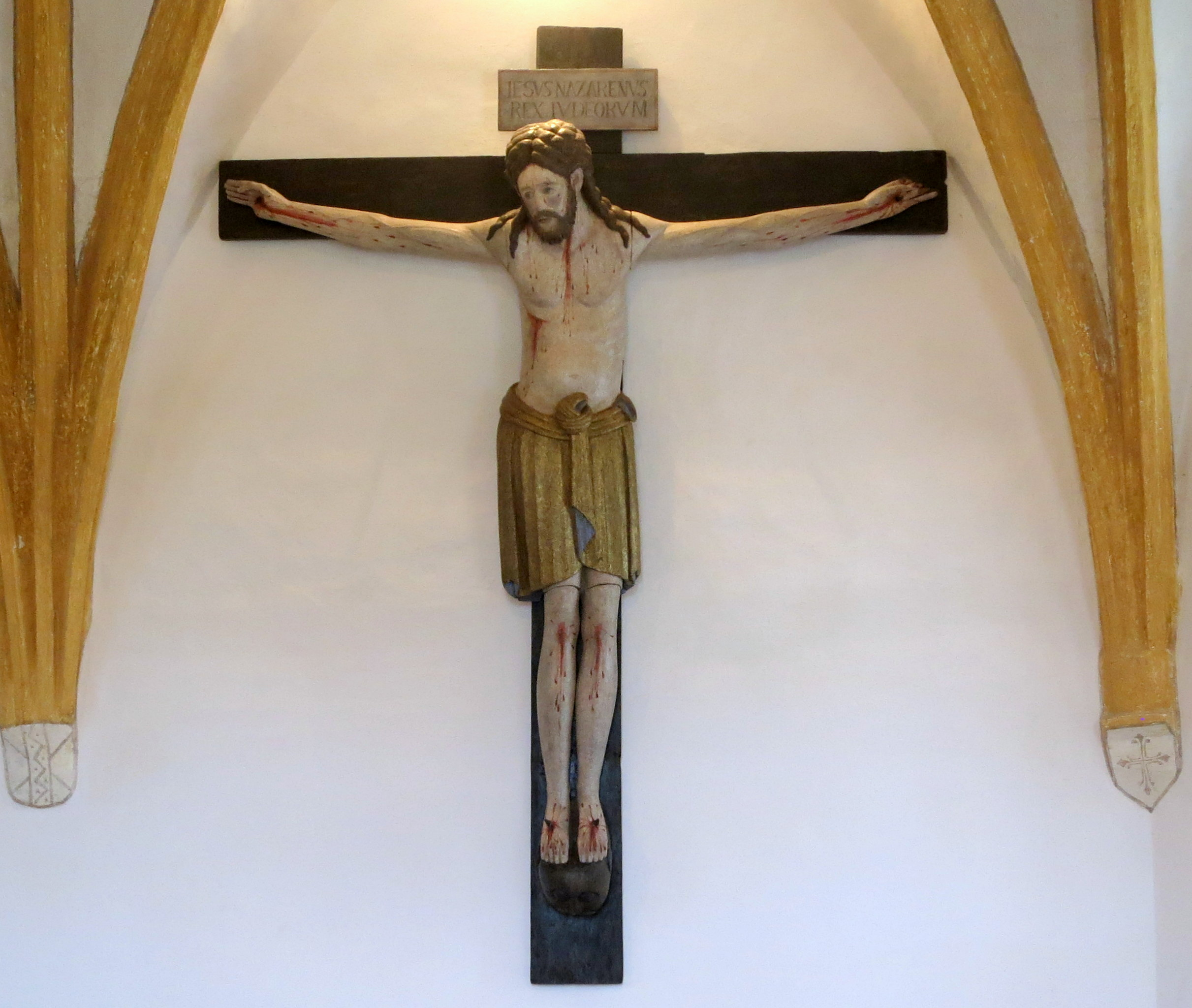
Engausenský kříž, 9.-10. století
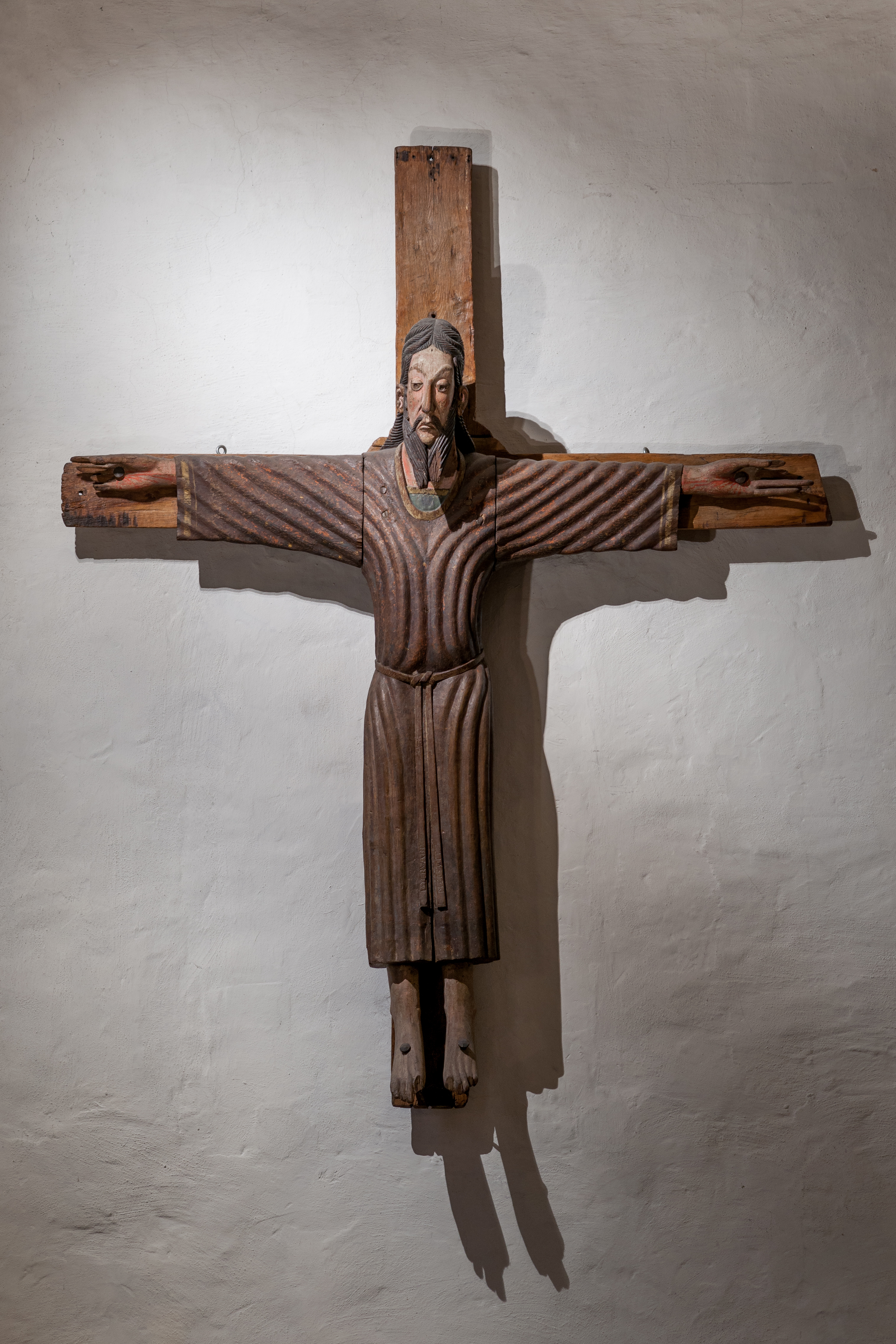
Imervardův kříž, Brunšvik, 10. století
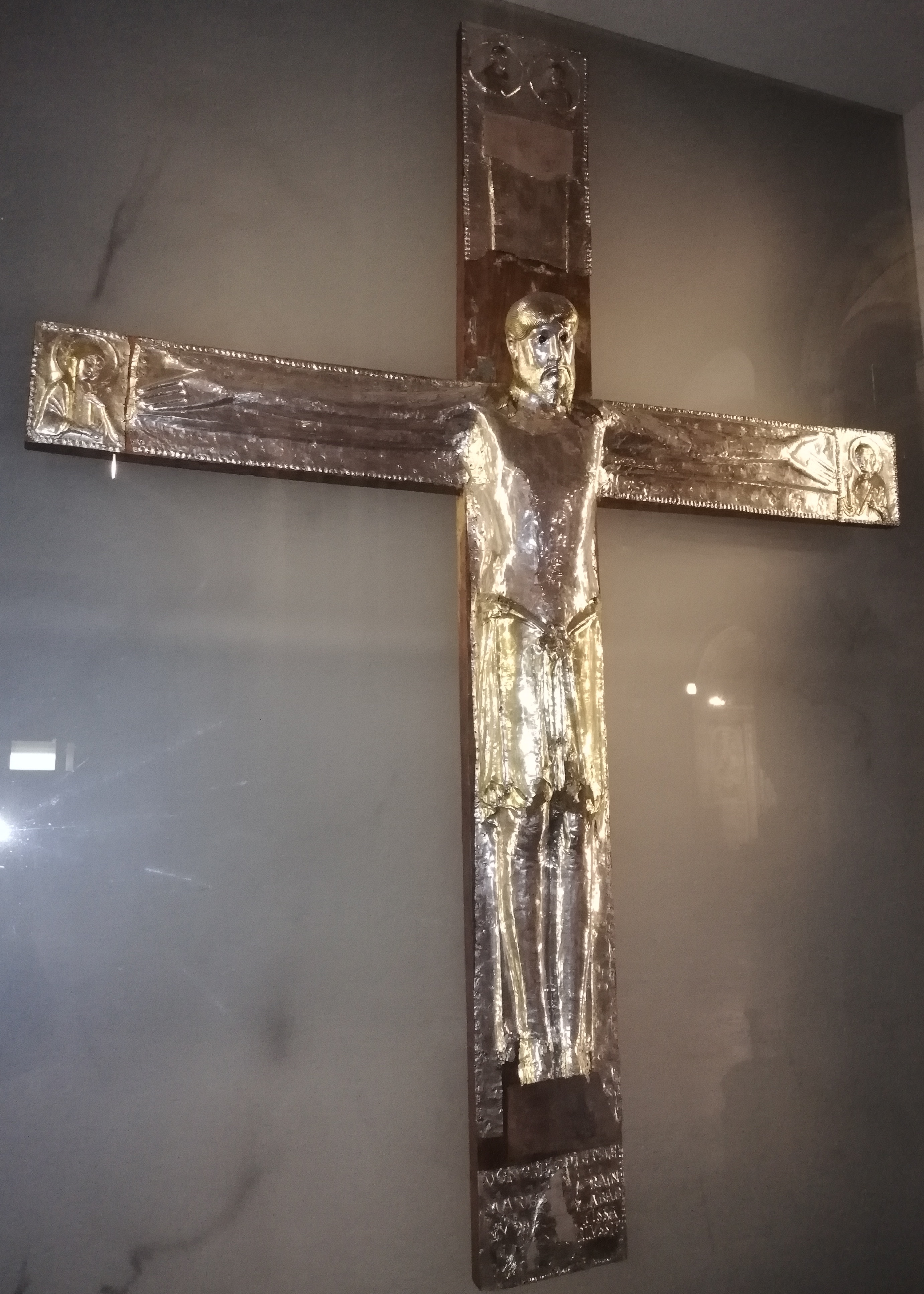
Teodotův kříž, San Michele Maggiore, Pavia
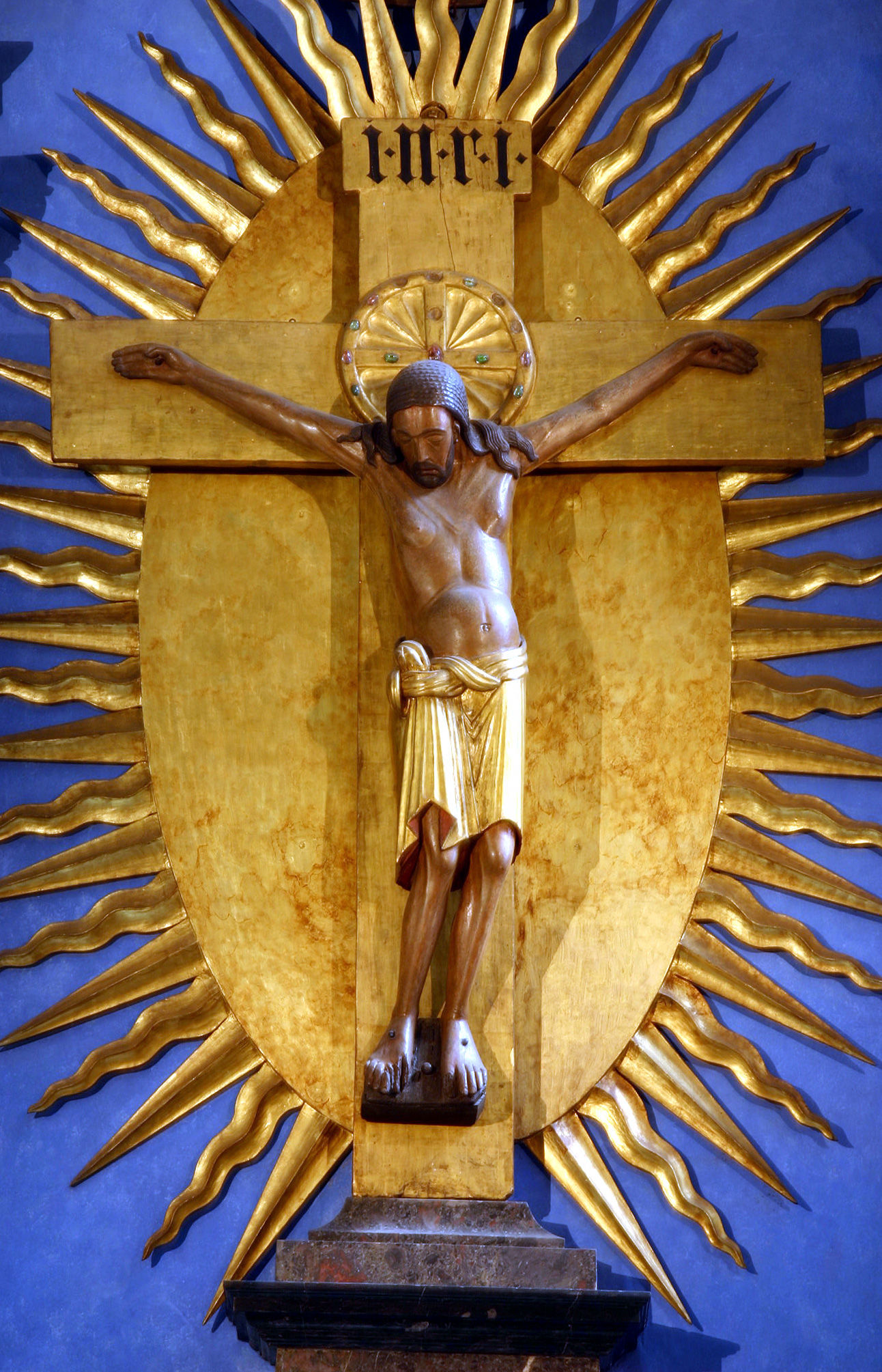
Gerův kříž, kolem 970
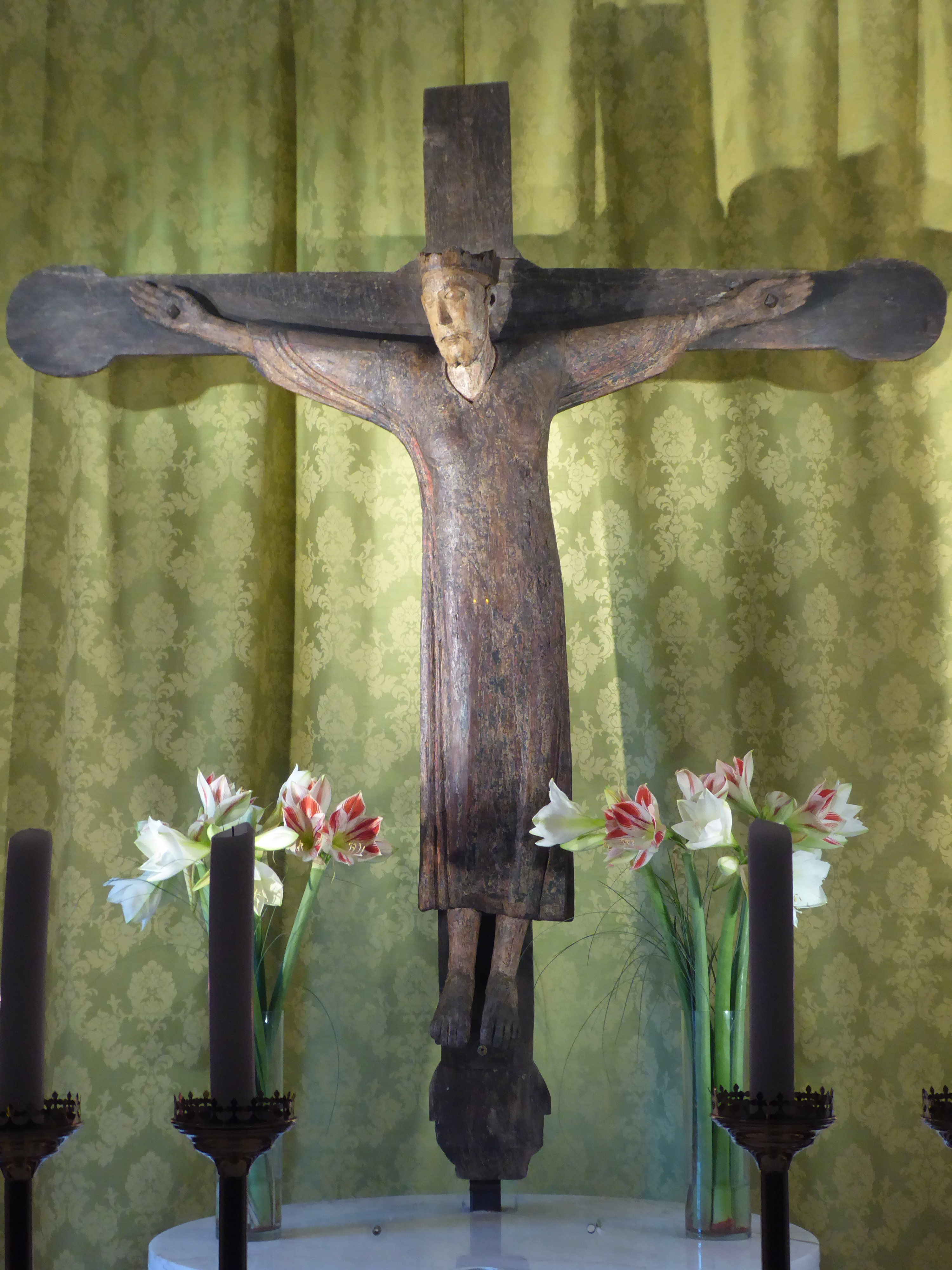
Bon Dieu z Tancrémontu, 11. století
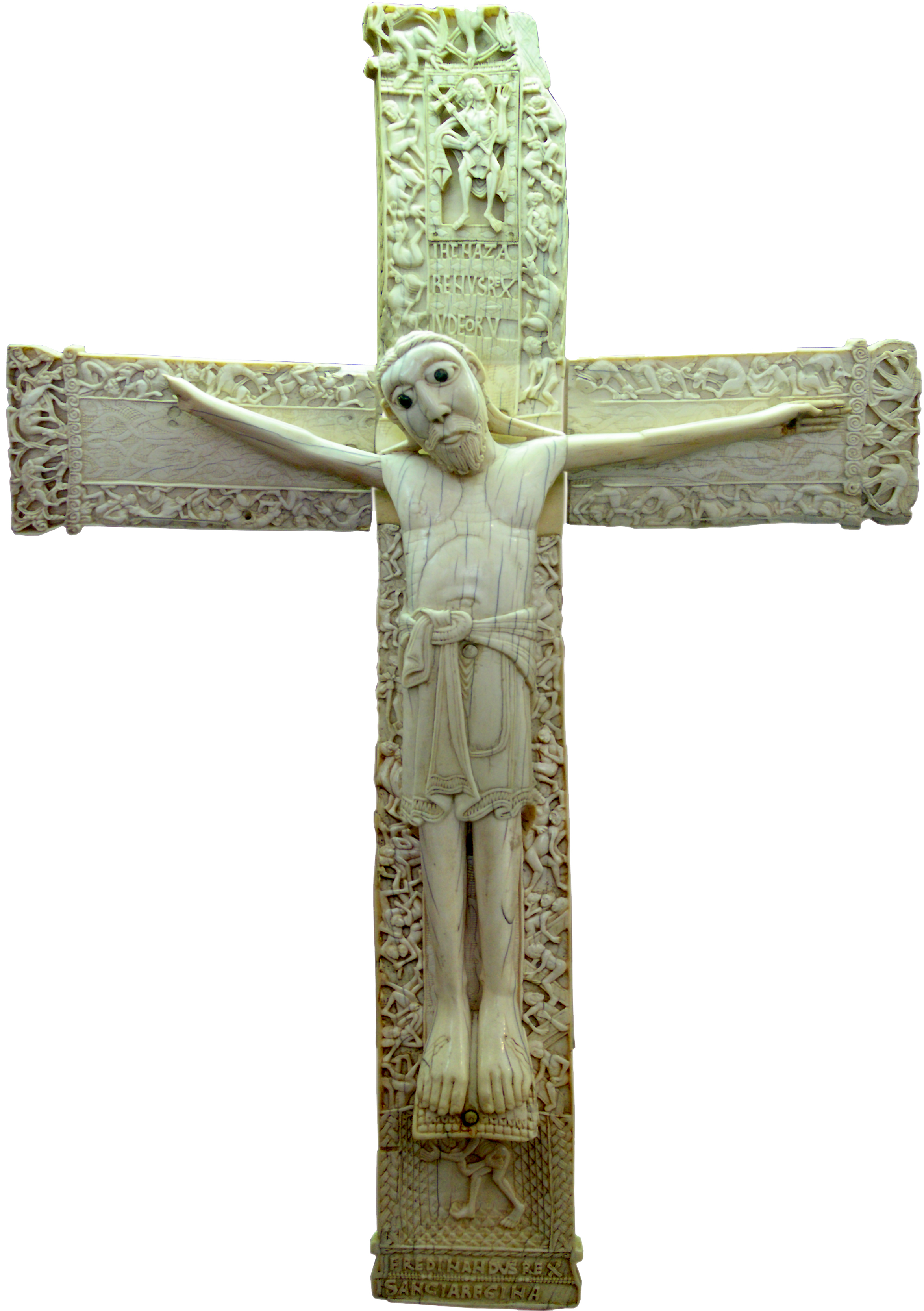
Krucifix krále Ferdinanda I. Kastilského
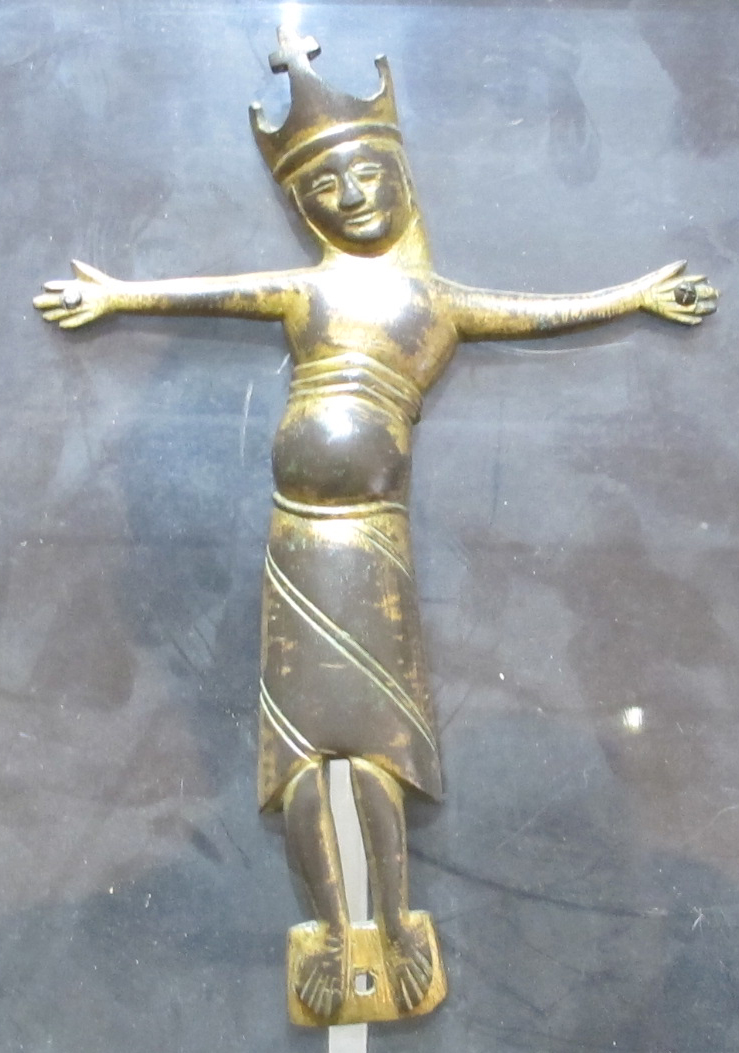
Korunovaný Kristus král, 12. století, Limoges
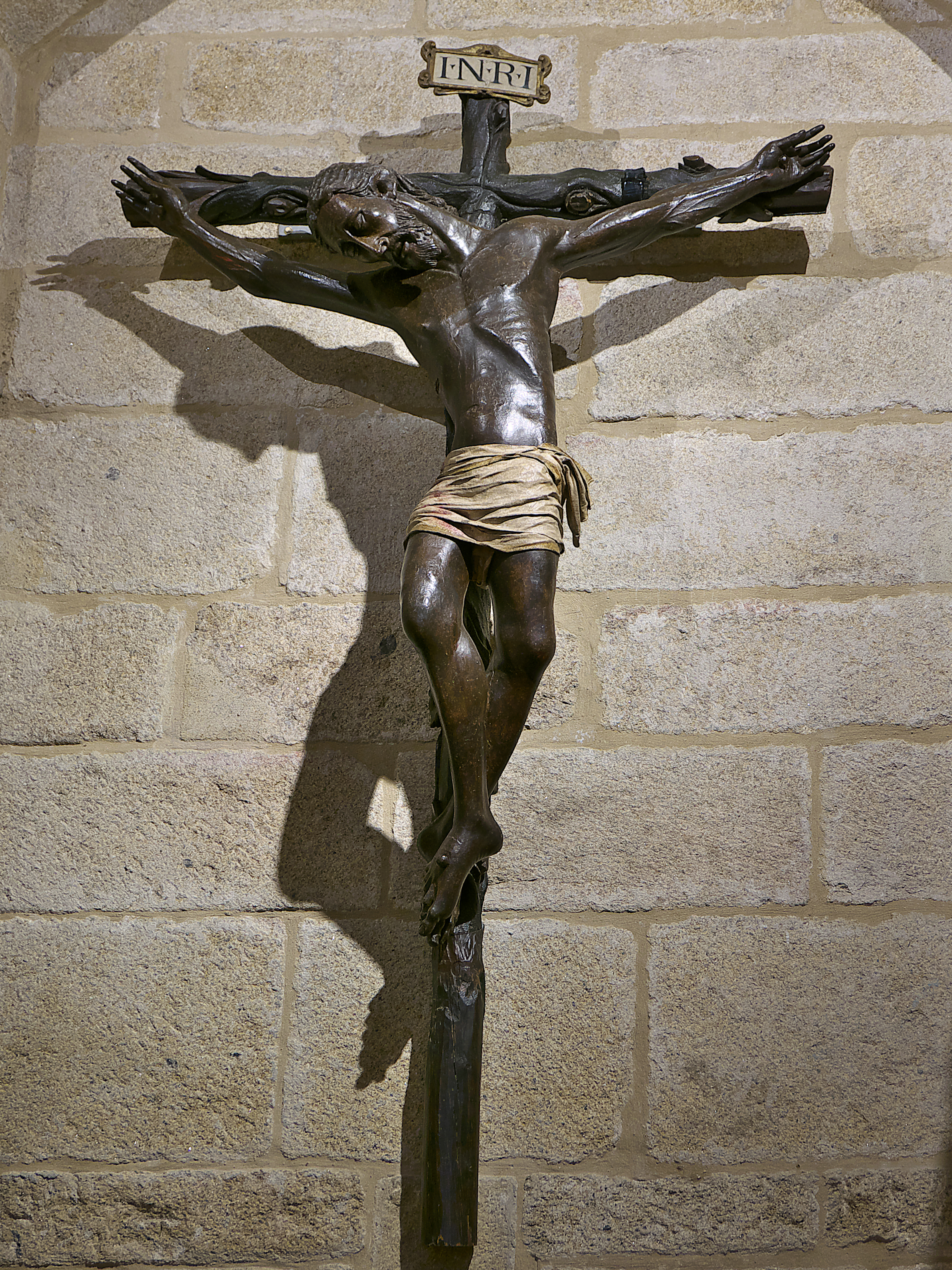
Černý krucifix, 14. století, Cáceres

## Devocionálie
Podobu krucifixu v menším formátu mívají devocionálie a v miniturních rozměrech šperky, jako zjevný či privátní symbol náboženské příslušnosti nebo přesvědčení. Nejčastěji to jsou závěsné pektorální křížky,enkolpia, přívěsky k růženci nebo prsteny s krucifixem.

## V češtině
Slovo se v češtině používá též jako citoslovce hněvu (krucifix!) (klení).

## Galerie

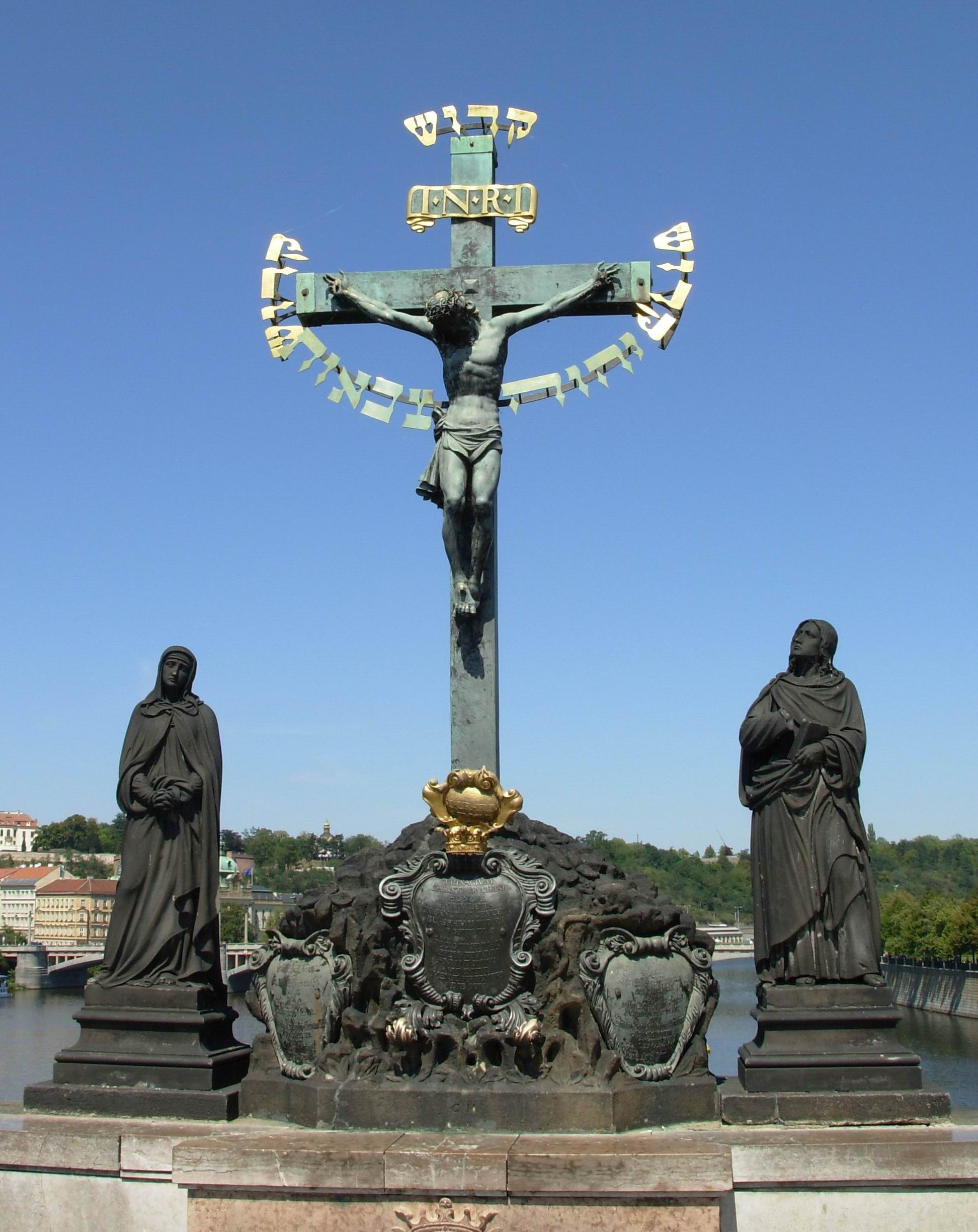
Kalvárie na Karlově mostě (1621)
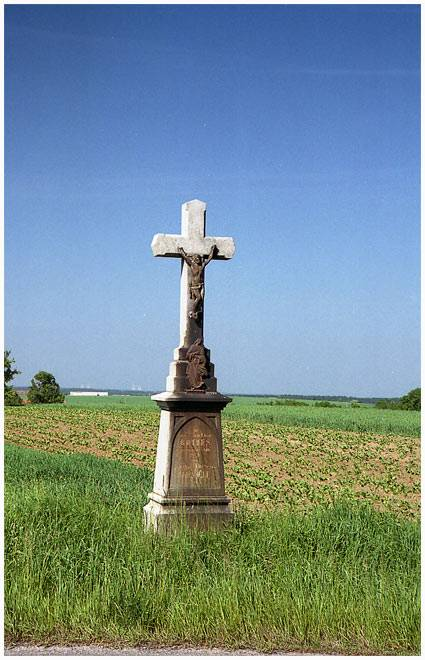
kamenný kříž s kovovým Kristem
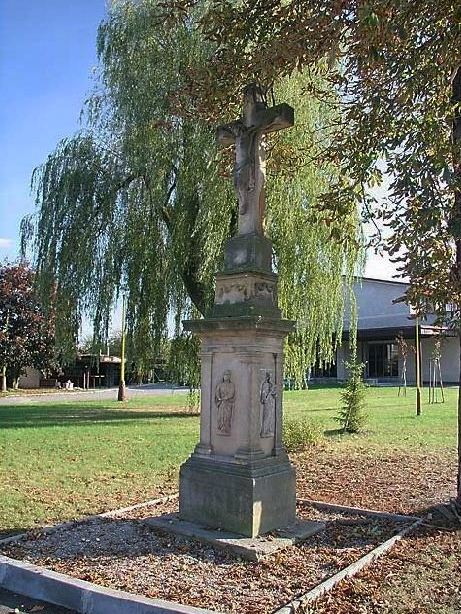
Kamenný kříž
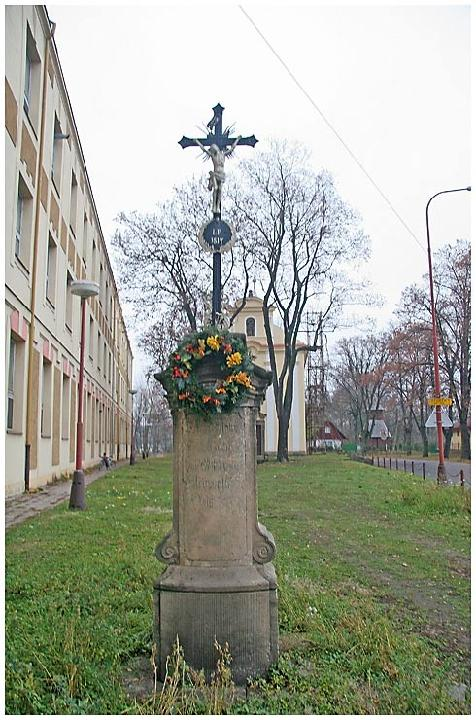
Kovový kříž ze Skřivan
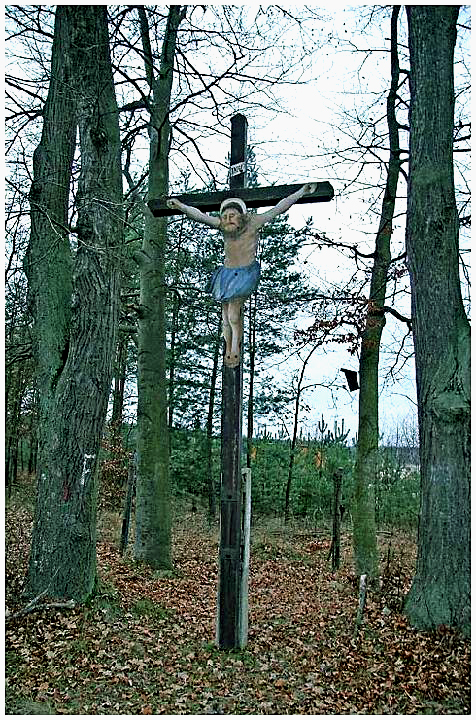
Dřevěný kříž s plechovým Kristem
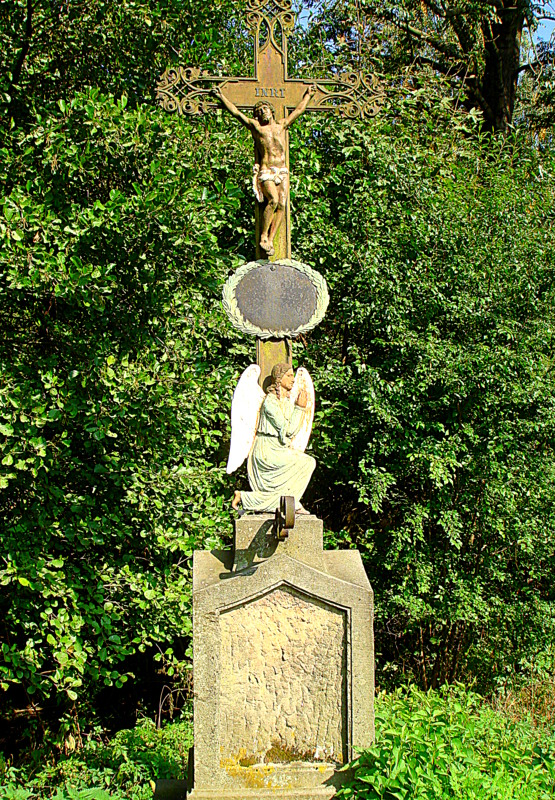
Prkenný Důl
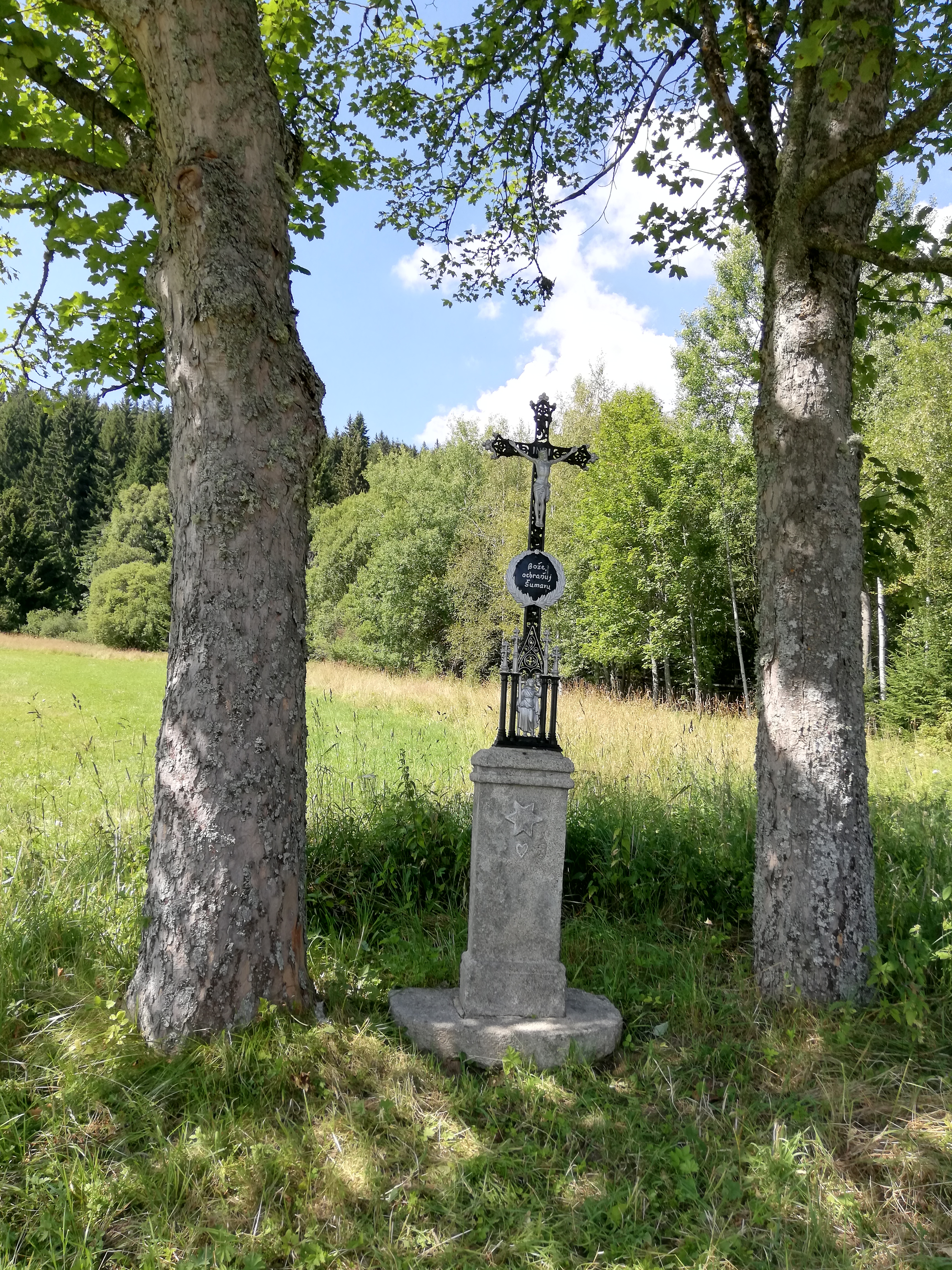
U silnice k obci Borová Lada (Šumava)
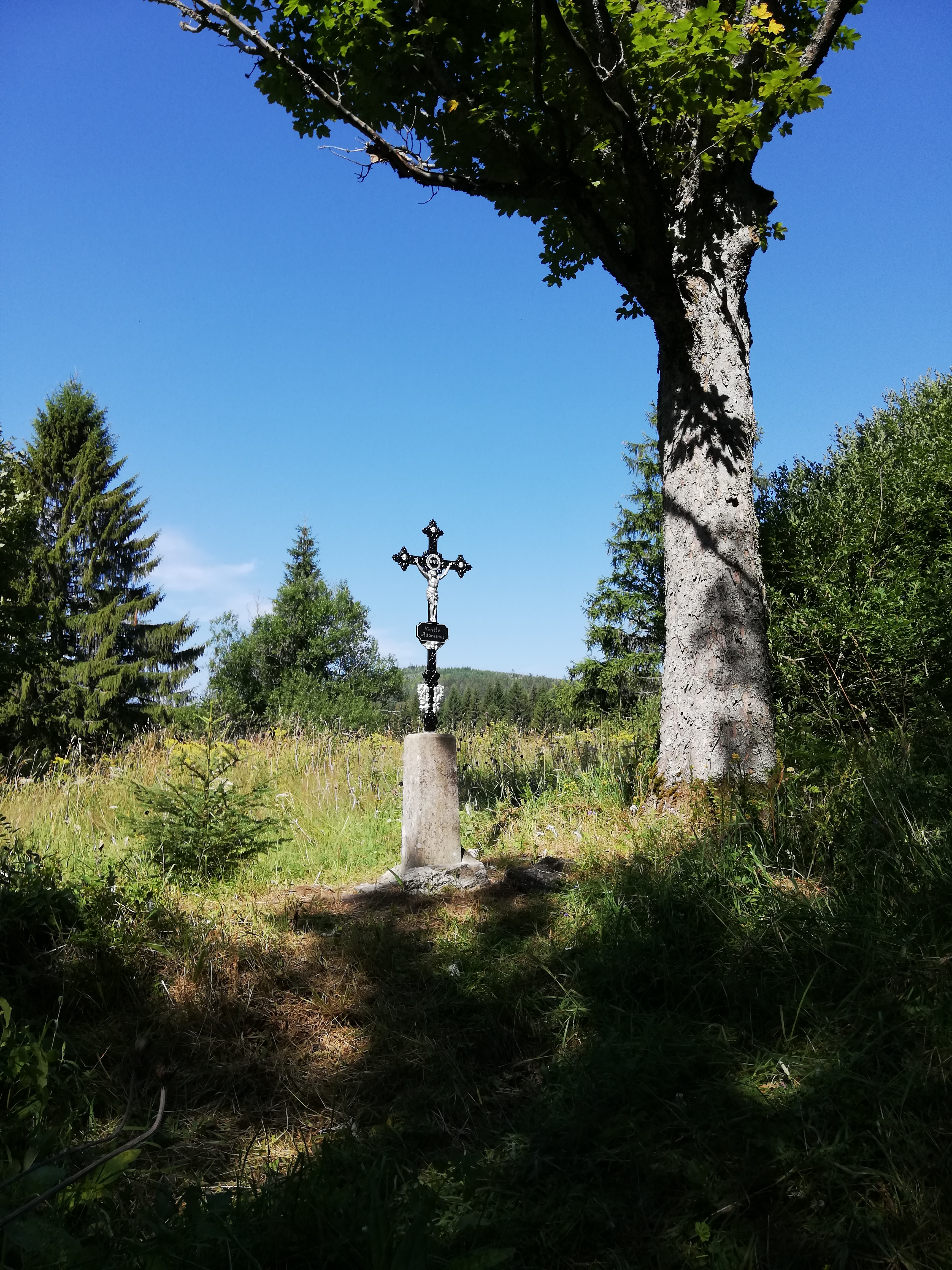
Na cestě z Bučiny na Knížecí Pláně (Šumava)
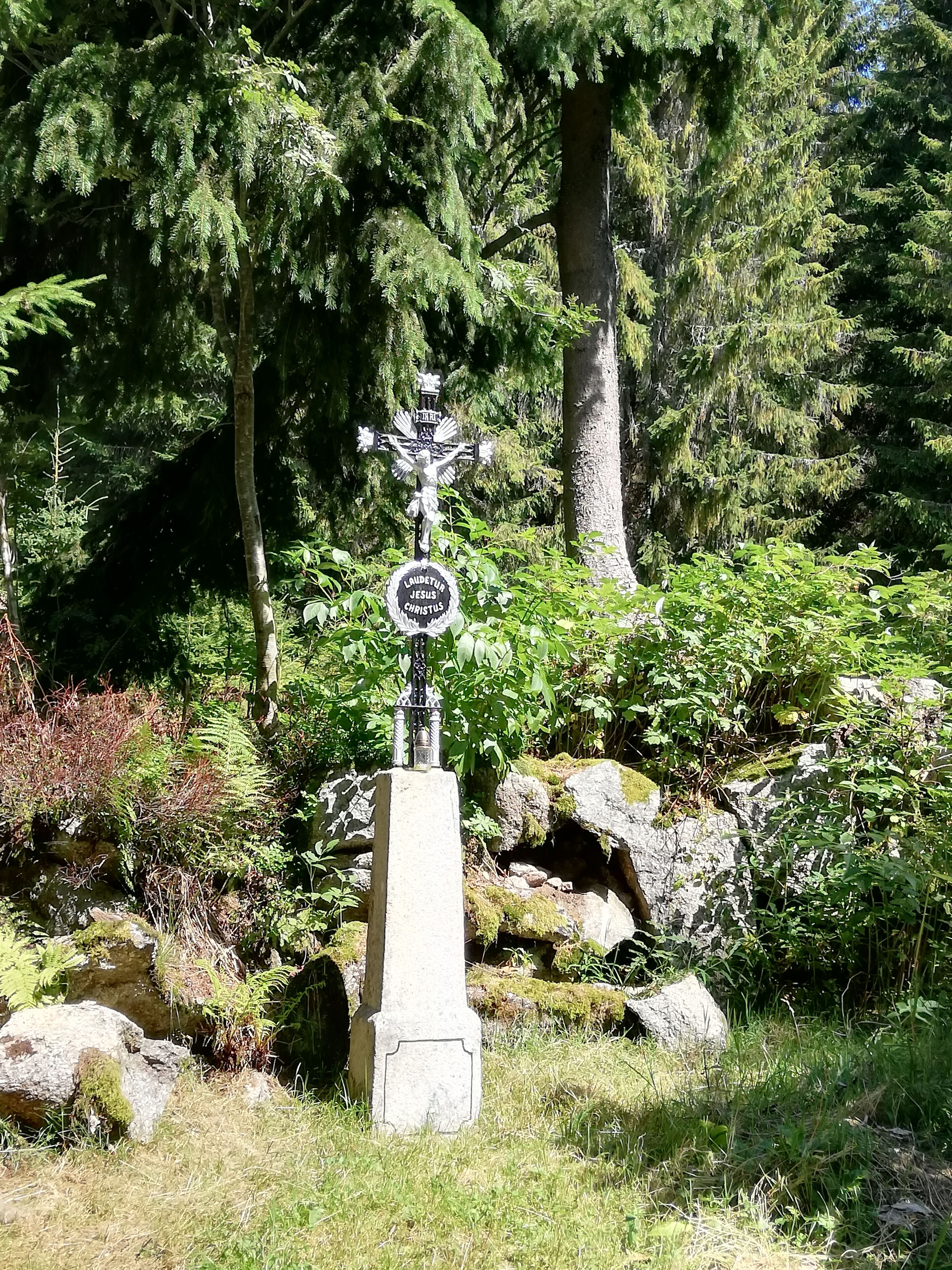
Na cestě z Bučiny na Knížecí Pláně (Šumava)